# エアノース
エアノース（Airnorth）はオーストラリア連邦ダーウィンのコミューター航空会社。

## 概要

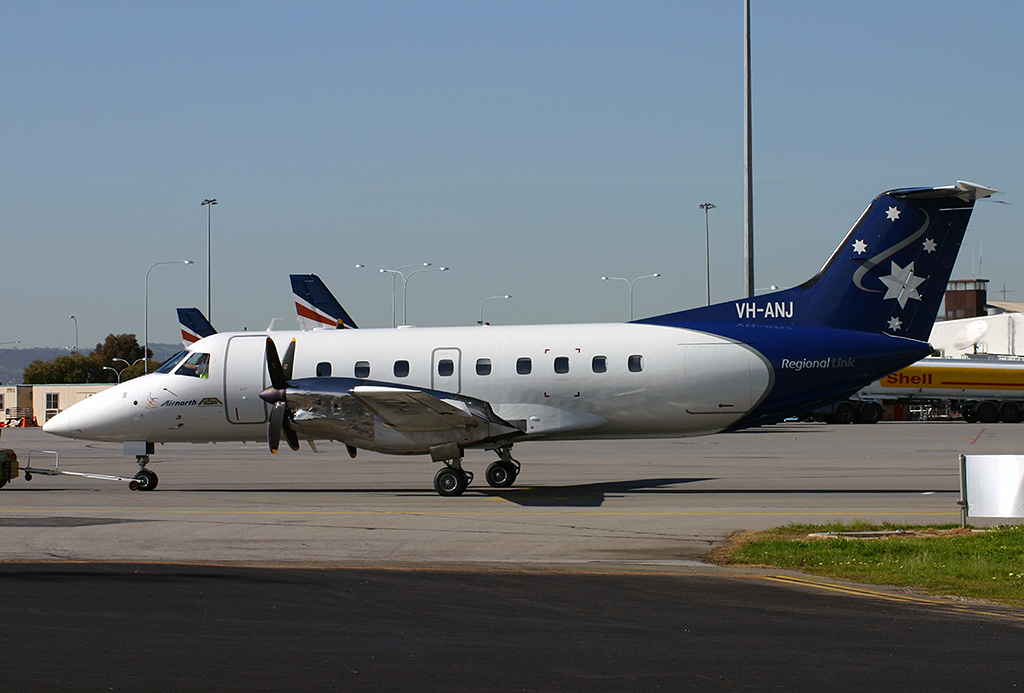
エンブラエル EMB-120

ノーザンテリトリーと西オーストラリアに国内線を展開しているほか、現在では東ティモールやインドネシアにも路線を拡げている。ハブ空港はダーウィン国際空港とマニングリダ空港。
航空券の座席予約システム（CRS）は、アマデウスITグループが運営するアマデウスを利用している。

## 歴史

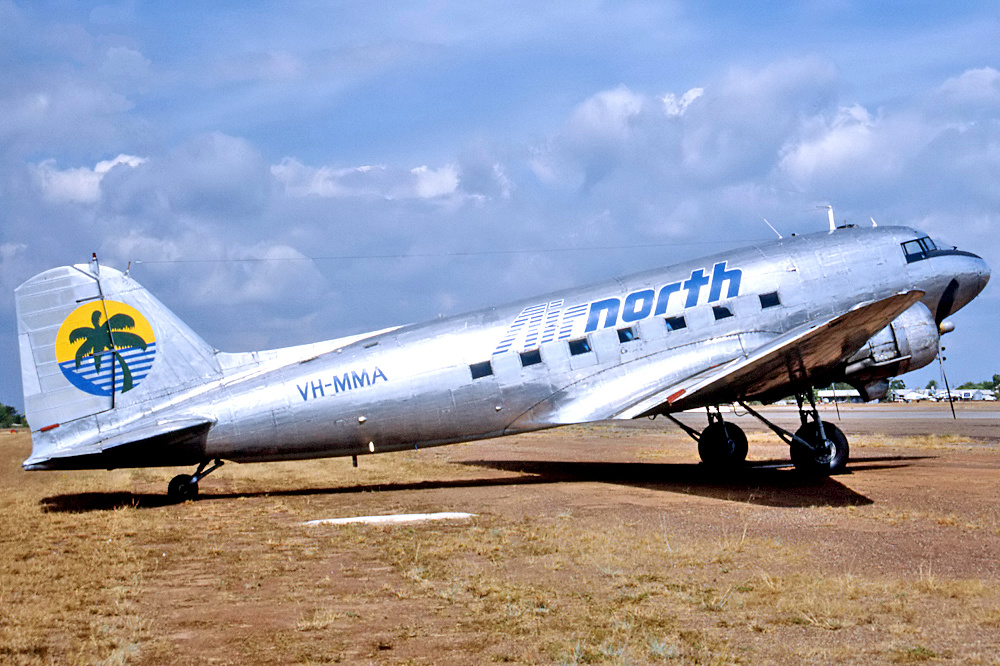
ダグラス DC-3

エアノースは1978年に設立され、1981年に定期便を就航させるまでの間はチャーター専門の航空会社として運航を開始した。2003年10月、エアノースは南オーストラリア航空を吸収合併するために買収し2004年3月にはエミュー航空を買収するも、2005年には南オーストラリア航空とエミュー航空の両方を売却し同年9月には両社とも運航を停止してしまった。また2004年エアノースはインドネシアの航空会社であるメルパチ・ヌサンタラ航空と、西ティモールのクパンとダーウィンを結ぶ路線をエンブラエル機で開設するという契約に調印した。
現在エアノースはダーウィンにあるCapiteq Limitedによるオーストラリアのコミューター航空連合RegionalLink Airlinesの主要なメンバーの一社である。このRegionalLink Airlinesはオーストラリア国内では最初の航空連合であり、加盟航空会社はそれぞれ独自のブランド名で路線の運航を行っているが機体の下部にRegionalLink Airlinesのロゴが施されている。
エアノースの主な株主はSkyport Group (55%)、QTEC (31%) 、John Gamble (14%)の三社。

## 就航都市
- オーストラリア
  - ダーウィン
  - パース
  - グルートアイランド
  - ブルーム
  - マニングリダ
  - カナナラ
  - ゴーヴ
  - ミリングギンビ
  - エルチョ
  - マッカーサー・リバー
- インドネシア
  - デンパサール
- 東ティモール
  - ディリ

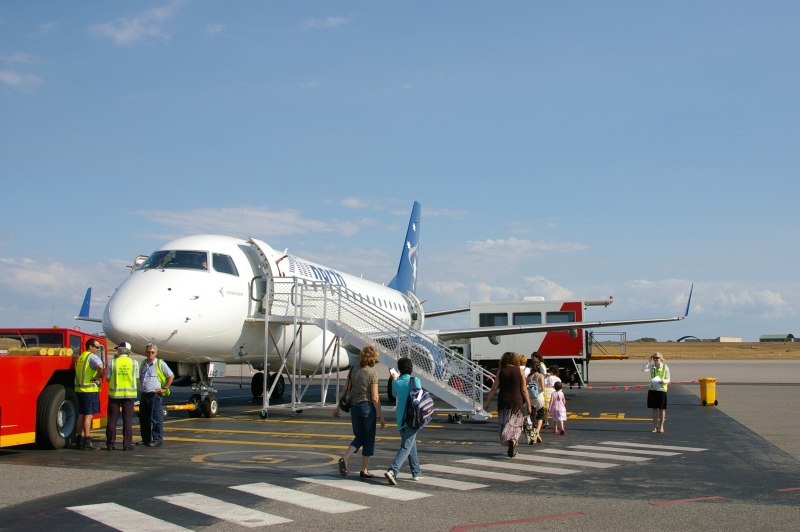
ダーウィン国際空港に駐機するエンブラエル170型機

このほかアーガイル・ダイアモンド鉱山やホーン島などにチャーター便を飛ばしている。

## 保有機材
- エンブラエルEMB120　7機
- フェアチャイルド・スウェアリンジェン メトロライナー　4機
- エンブラエルEMB110　3機
- エンブラエル170　1機